# Pierre de Cumberland
La Pierre de Cumberland (anglais : Cumberland's Stone) est un bloc erratique situé près d'Inverness, en Écosse.

## Situation
Le bloc erratique est situé à proximité du village de Culloden, à quelques kilomètres à l'est d'Inverness, dans le nord de l'Écosse.

## Description
La pierre a 1,60 m (5 ft 3 in) de hauteur et 16 m (53 ft 6 in) de circonférence.

## Histoire
La pierre porte le nom du duc William Augustus de Cumberland, vainqueur en 1746 des Jacobites près de Culloden. Selon une légende locale, le duc de Cumberland prit son petit-déjeuner, ou son déjeuner, sur le sommet plat du rocher, le jour de la bataille, et resta sur la pierre pour mieux suivre le cours des combats.